# Comté de Nassau (New York)
Pour les articles homonymes, voir Comté de Nassau.
Le comté de Nassau (en anglais : Nassau County) est l'un des 62 comtés de l'État de New York, aux États-Unis. Il fait partie de l'agglomération new-yorkaise. Le siège du comté est Mineola.

## Étymologie
Le nom du comté de Nassau provient d’un ancien nom de Long Island, qui a été nommé à un moment donné Nassau, d’après la famille néerlandaise du roi d’Angleterre Guillaume III, la Maison de Nassau, elle-même nommée d’après la ville allemande de Nassau. Les couleurs du comté (orange et bleu) sont également les couleurs de la maison d’Orange-Nassau.

## Géographie
Le comté de Nassau qui s'étend sur 1 173 km2, est situé sur la partie occidentale de Long Island entre le comté de Suffolk à l'est et celui de Queens à l'ouest, lequel forme l'un des cinq arrondissements de la ville de New York. Il est baigné au Nord par le Long Island Sound et au Sud par l'océan Atlantique.

## Histoire
Le comté de Nassau est créé en 1899 par la réunion des trois villes d'Hempstead, de North Hempstead et d'Oyster Bay qui formaient la portion orientale du comté de Queens intégré à la ville de New York un an auparavant.

## Population
Au recensement de 2020, la population du comté s'élevait à 1 395 774 habitants (1 334 544 en 2000) et sa densité à 1 798,5 hab./km2. Le comté de Nassau est également, selon ce même recensement, le deuxième comté le plus riche de l'État, derrière Manhattan, mais aussi le sixième plus riche du pays.
| Groupe                           | Comté de Nassau | New York | États-Unis |
| -------------------------------- | --------------- | -------- | ---------- |
| Blancs                           | 73,0            | 66,8     | 72,4       |
| Afro-Américains                  | 11,1            | 15,9     | 12,6       |
| Asiatiques                       | 7,6             | 7,3      | 4,8        |
| Autres                           | 5,6             | 7,5      | 6,4        |
| Métis                            | 2,4             | 3,0      | 2,9        |
| Amérindiens                      | 0,2             | 0,6      | 0,9        |
| Total                            | 100             | 100      | 100        |
|                                  |                 |          |            |
| Hispaniques et Latino-Américains | 14,6            | 17,6     | 16,7       |